# Peggiopsis rufifinis
Peggiopsis rufifinis är en insektsart som först beskrevs av Walker 1870.  Peggiopsis rufifinis ingår i släktet Peggiopsis och familjen Derbidae. Inga underarter finns listade i Catalogue of Life.